# 郝杰 (嘉靖进士)
郝（1530年—1600年），字彦辅，号少泉，山西大同府蔚州（今蔚县）人，軍籍。明朝政治人物。

## 生平
嘉靖三十一年（1552年）壬子科山西乡试第十名舉人。嘉靖三十五年（1556年）丙辰科会试223名，三甲183名进士。授行人司行人，四十年六月选授福建道試御史，十月實授，四十一年巡按直隶，四十二年巡按贵州，同年八月父亲去世，归乡守制。服除，补河南道，巡按顺天，入掌京畿道，监隆慶戊辰科会试事。
明神宗即位，隆慶六年（1572年）七月出为陕西按察司副使，万历四年（1576年）二月升江西右参政，三月调任山东，丁母忧归。八年服除，九年二月復除河南右参政兼佥事，七月升浙江按察使，十年五月升本省右布政使，七月调任陕西，十一年三月升山东左布政使，十二年正月考察因前浙江兵民之变，被降职。十三年冬起辽东苑马寺卿、加山东按察使衔、兵备海盖，十七年七月升任都察院右佥都御史、辽东巡抚，十九年十二月升右副都御史，照旧巡抚，二十年七月升兵部右侍郎、总督蓟辽保定军务，二十一年正月协理京营戎政，十月升南京户部尚书，二十二年六月以病乞休。
万历二十六年（1598年）八月起为南京工部尚書，二十七年五月改任南京兵部尚书、参赞机务，二十八年八月十七日卒于任内，享年七十一，贈太子少保。《明史》有傳。

## 著作
与李言恭同撰《日本考》。

## 家族
原籍山西交城。曾祖郝旺。祖父郝文達，知县。父郝銘（1489年-1563年），字汝西，號温泉，嘉靖四年舉人，历官衡水、任丘二知县，十九年擢授福建道監察御史。前母王氏，贈孺人；母李氏，封孺人。具庆下。兄郝本，郡庠生。子郝濂、郝洛、郝洙。